# فرقة المشاة الرابعة عشر (الفيرماخت)
فرقة المشاة الرابعة عشرة كانت وحدة عسكرية ألمانية قاتلت خلال الحرب العالمية الثانية.

## التاريخ والتنظيم
تم تشكيل الفرقة في عام 1934 في لايبزيغ، من خلال توسيع فوج المشاة الحادي عشر (السكسوني) من الفرقة الرابعة للرايخويهر القديم. بما أن هذا كان خرقًا مباشرًا لبنود معاهدة فرساي، تم إخفاء وجودها في البداية؛ تم تعيينها رسميًا باسم فرقة المشاة الرابعة عشرة في أكتوبر 1935. هذا التاريخ، ولا سيما فوج المشاة 11، جعلها أحد فرق المشاة المرموقة في الفيرماخت.
شاركت الفرقة في الألمانية غزو بولندا، حيث هاجمت شيستوشوا ولوبلان، والسنة التالية في غزو فرنسا. في أكتوبر 1940 كانت "آلية"، أي تم تزويدها بالسيارات النقل على عكس حركة الحصان في فرق المشاة للفيرماخت.

## القادة
- الفريق بيتر ويير (1 سبتمبر 1939)
- اللواء لوثار ريندوليك (15 يونيو 1940)
- اللفتنانت جنرال فريدريش فورست (6 أكتوبر 1940)
- اللفتنانت جنرال هاينريش فوش (1 يونيو 1942)
- اللفتنانت جنرال والثر كراوس (1 أكتوبر 1942)
- اللفتنانت جنرال رودولف هولست (1 يناير 1943)
- اللفتنانت جنرال هيرمان فلورك (15 مايو 1943)
- اللفتنانت جنرال إريك شنايدر (15 ديسمبر 1944)
- اللواء بول فون أدناه (؟ )
- العقيد كيرش (؟ )
- اللواء فيرنر شولز (؟ )